# Großsteingrab Stenløse By 4
Das Großsteingrab Stenløse By 4 war eine megalithische Grabanlage der jungsteinzeitlichen Nordgruppe der Trichterbecherkultur im Kirchspiel Stenløse in der dänischen Kommune Egedal. Es wurde im 19. oder frühen 20. Jahrhundert zerstört.

## Lage
Das Grab lag südwestlich von Stenløse auf dem Gelände des Værebro Golfcenter. In der näheren Umgebung gibt bzw. gab es zahlreiche weitere megalithische Grabanlagen.

## Forschungsgeschichte
Im Jahr 1875 führten Mitarbeiter des Dänischen Nationalmuseums eine Dokumentation der Fundstelle durch. Bei einer weiteren Dokumentation im Jahr 1942 waren keine baulichen Überreste mehr auszumachen.

## Beschreibung
Die Anlage besaß eine ostsüdost-westnordwestlich orientierte rechteckige Hügelschüttung mit einer Länge von etwa 9 m und einer Breite von 5 m. Der Hügel war 1875 bereits abgetragen. Von der Umfassung waren noch einige Steine erhalten. Eine Grabkammer konnte nicht festgestellt werden.